# Myszewo (gromada)
Myszewo – dawna gromada, czyli najmniejsza jednostka podziału terytorialnego Polskiej Rzeczypospolitej Ludowej w latach 1954–1972.
Gromady, z gromadzkimi radami narodowymi (GRN) jako organami władzy najniższego stopnia na wsi, funkcjonowały od reformy reorganizującej administrację wiejską przeprowadzonej jesienią 1954 do momentu ich zniesienia z dniem 1 stycznia 1973, tym samym wypierając organizację gminną w latach 1954–1972.
Gromadę Myszewo z siedzibą GRN w Myszewie utworzono – jako jedną z 8759 gromad na obszarze Polski – w powiecie malborskim w woj. gdańskim na mocy uchwały nr 21/III/54 WRN w Gdańsku z dnia 5 października 1954. W skład jednostki weszły obszary dotychczasowych gromad Myszewo, Lipinka i Półmieście ze zniesionej gminy Myszewo oraz obszar dotychczasowej gromady Świerki ze zniesionej gminy Nowy Staw w powiecie malborskim; ponadto obszar dotychczasowej gromady Nidowo ze zniesionej gminy Lubieszewo oraz obszar dotychczasowej gromady Lubstowo ze zniesionej gminy Kmiecin w powiecie nowodworsko-gdańskim w tymże województwie. Dla gromady ustalono 12 członków gromadzkiej rady narodowej.
1 stycznia 1958 z gromady Myszewo wyłączono wieś Świerki, włączając ją do gromady Nowy Staw w tymże powiecie.
1 stycznia 1972 gromadę zniesiono, a jej obszar włączono do gromady Nowy Staw w tymże powiecie.